# Alfredo Chaves
Alfredo Chaves, amtlich portugiesisch Município de Alfredo Chaves, ist eine brasilianische Kleinstadt im Bundesstaat Espírito Santo, etwa 60 km südwestlich von der Landeshauptstadt Vitória entfernt im Landesinneren. Alfredo Chaves hatte 13.955 Einwohner bei der Volkszählung 2010 und eine Fläche von 615,791 km². Die Bevölkerung wurde zum 1. Juli 2021 auf 14.670 Einwohner geschätzt, die Alfredenser (portugiesisch alfredenses) genannt werden.

## Geographie
Alfredo Chaves liegt im Südwesten des Bundesstaates. Die Gemeinde ist von Hügeln durchzogen. Der höchste Gipfel ist Trancenco Peak mit 1.050 m über dem Meeresspiegel. Das Stadtzentrum von Alfredo Chaves liegt aber nur 10 m über dem Meeresspiegel.
Umliegende Gemeinden sind im Norden Marechal Floriano und Domingos Martins, im Osten Anchieta und Guarapari, im Süden Iconha und Rio Novo do Sul und im Westen Vargem Alta.

## Geschichte
Der Ort wurde von italienischen Einwanderern als Kolonie gegründet und hieß ursprünglich Alto Benevente. Bereits 1817 kam es zu tödlichen Zwischenfällen mit den Botokuden, der einheimischen Ethnie. Erneute Attacken 1878, ausgelöst durch die Ausweitung des Siedlungsgebietes, veranlassten Kaiser Dom Pedro II. seinen Kolonisationsminister, den Ingenieur Alfredo Rodrigues Fernandes Chaves, in das Gebiet zur Befriedung und Schutz zu entsenden. Ihm zu Ehren wurde der Ort zunächst Vila de Alfredo Chaves, dann bei Erhalt der Stadtrechte Município de Alfredo Chaves benannt.

## Wirtschaft
Viehzucht ist der wichtigste Wirtschaftszweig, vor allem werden Milchkühe und Hühner gezüchtet. Dazu spielen auch noch Kaffee- und Bananenplantagen eine wichtige Rolle.

## Söhne und Töchter der Stadt
- Haydée Nicolussi (1905–1970), Schriftstellerin, Übersetzerin und politische Aktivistin